# Isola Rizza
Isola Rizza ist eine nordostitalienische Gemeinde (comune) mit 3264 Einwohnern (Stand 31. Dezember 2023) in der Provinz Verona in Venetien. Die Gemeinde liegt etwa 25 Kilometer südöstlich von Verona. Drei Kilometer östlich fließt die Etsch.

## Verkehr
Durch die Gemeinde führt die Strada Statale 434 Transpolesana von Verona nach Rovigo.

## Gemeindepartnerschaft
Isola Rizza unterhält eine Partnerschaft mit der bayerischen Gemeinde Windach.